# John Moore (författare)
John Moore, född 1729, död den 21 januari 1802, var en skotsk författare och läkare, far till generalen sir John Moore.
Moore skaffade sig genom yrket och under långvariga resor en stor människokännedom från olika länder. Han utgav 1779-1781 skisser ur samhällslivet i Frankrike, Schweiz, Tyskland och Italien samt 1789 den psykologiska romanen Zeluco, vars hjälte, en lidelsefull och hänsynslös roué, till en viss grad togs av lord Byron som förlaga för hans Childe Harold. Moore stod nära såväl Tobias Smollett som Robert Burns.